# Вальбах
Вальбах (нем. Wahlbach) — община в Германии, в земле Рейнланд-Пфальц.
Входит в состав района Рейн-Хунсрюк. Подчиняется управлению Зиммерн / Хунсрюк. Население составляет 169 человек (на 31 декабря 2010 года). Занимает площадь 4,34 км².